# Massaker von Kos
Das Massaker von Kos war ein Kriegsverbrechen der Wehrmacht an italienischen Offizieren auf der Insel Kos im Oktober 1943.

## Geschichte
Die Insel Kos war 1912 bis 1943 von Italien besetzt. Die Besetzung beendete die rund 400-jährige Herrschaft des Osmanischen Reiches über Kos und die sehr weitgehende Selbstverwaltung der Insel. Die italienische Verwaltung sah eine langfristige Änderung der bestehenden Strukturen auch auf den zu ihrem Hoheitsgebiet gehörenden Inseln der östlichen Ägäis vor (siehe: Italienische Ägäis-Inseln und Dodekanes).
Kos war lange Zeit militärstrategisch unwichtig und es bestand nur eine kleine Militärpräsenz. Während des Zweiten Weltkriegs wurde die Insel wichtig, weil sich dort bei Andimachia ein militärisch geeigneter Flugplatz befand, der heutige Flughafen Kos.
Am 3. September 1943 wurde der Waffenstillstand von Cassibile unterzeichnet und am 8. September 1943 der Öffentlichkeit bekannt gegeben; er überraschte viele Menschen. Nach dem 8. September 1943 entwaffneten italienische Militärangehörige (ohne eigene Verluste) die wenigen auf der Insel anwesenden Deutschen. Die Wehrmacht begann ihre gut vorbereitete Operation Fall Achse : sie besetzte Nord- und Mittelitalien, nahm hunderttausende italienische Soldaten gefangen und tötete tausende. Am 10. und 14. September landeten britische Truppen auf Kos (etwa 1500 Mann). Ab dem 18. September wurde dann die Insel von der deutschen Luftwaffe mehrfach bombardiert. Am Morgen des 3. Oktober fand ein schwerer Luftangriff statt, bei dem auch deutsche Fallschirmtruppen landeten. Die Briten und Italiener auf der Insel waren ohne Unterstützung von außen. Sie gaben überwiegend am Morgen des 4. Oktober 1943 ihre Waffen ab. Die deutschen Truppen der 22. Infanteriedivision der Wehrmacht unter dem Kommando von Generalleutnant Friedrich-Wilhelm Müller (Dodekanes-Feldzug) nahmen über 3000 italienische  und rund 1400 britische Armeeangehörige gefangen. Die Gefangenen wurden zu einem wesentlichen Teil auf der Festung Neratzia in der Stadt Kos gesammelt. In den folgenden Tagen kam es zu noch mehreren kleinen Scharmützeln und auch Hinrichtungen. Zwischen dem 5. zum 7. Oktober 1943 wurden mehrere Dutzend kriegsgefangene italienische Offiziere in Gruppen von der deutschen Wehrmacht in die Nähe von Linopotis gebracht, heimlich erschossen und in Massengräbern verscharrt.
Am 13. Oktober 1943 erfolgte auf Druck der Alliierten die Kriegserklärung Italiens an das Deutsche Reich.
Die italienische Gerichtsbarkeit und Militärherrschaft auf Kos endete jedoch bereits mit der Besetzung der Insel Kos durch Truppen Nazi-Deutschlands am 3. und 4. Oktober 1943.
Am 9. Mai 1945 besetzten britische Truppen die Inseln. Die Präsenz der Italiener als Besatzungsmacht in der Verwaltung endete mit der Besetzung durch die Alliierten. 1947 wurde Kos formell an Griechenland übergeben.

## Ablauf des Massakers

Gedenkstein

Die gefangenen italienischen Offiziere waren großteils in einer Militärkaserne in Linopotis festgehalten. Ein Teil soll bei Kamari im Südwesten der Insel und einige im Gebiet der Ansiedlung Lambi sowie im Nordosten der Stadt Kos gefangen gehalten worden sein. Die Offiziere wurden zu ihrer Beteiligung an den Kämpfen gegen die deutschen Truppen befragt.
Die völkerrechtswidrigen Ermordungen fanden vom 5. bis 7. Oktober statt. Den Offizieren, die zur Hinrichtung gebracht wurden, wurde offenbar angegeben, dass sie auf das Festland versetzt würden. In der Nähe von Linopotis, zwischen dem Dorf und dem Salzsee Alyki wurden einige Dutzend Offiziere erschossen. Es wurden acht Massengräber gefunden. Andere italienische Offiziere wurden an anderen Orten der Insel erschossen und verscharrt.
Die Leichen wurden teilweise 1945 exhumiert und auf dem katholischen Friedhof (Agnus Dei) von Kos beigesetzt. 62 von 66 Leichen aus Massengräbern konnten 1945 identifiziert werden. 1954 wurden die Leichen nach Italien transportiert und auf dem Soldatenfriedhof in Bari (Sacrario Militare dei Caduti d’Oltremare) beigesetzt.
Die Verantwortlichen für das Massaker von Kos und italienische Kollaborateure wurden nicht bestraft. Lediglich der für viele weitere Kriegsverbrechen verantwortliche General Friedrich-Wilhelm Müller wurde von Griechenland wegen Kriegsverbrechen auf der Insel Kreta angeklagt, zum Tode verurteilt und am 20. Mai 1947 durch Erschießung hingerichtet.
Die genaue Zahl der Ermordeten ist bislang nicht gesichert, man vermutet zwischen 66 und 106 ermordete Offiziere.
Der Gedenkstein auf dem katholischen Friedhof von Kos listet 103 Namen in alphabetischer Reihenfolge.